# Erythroxylum pulchrum
Erythroxylum pulchrum es una especie de planta perteneciente a la familia Erythroxylaceae. Se distribuye en Brasil. La especie contiene el alcaloide cocaína.

## Taxonomía
Erythroxylum pulchrum fue descrita por el botánico francés Augustin Saint-Hilaire y la descripción publicada en Flora Brasiliae Meridionalis 2: 94 en 1829.